# Xenotrichobius noctilionis
Xenotrichobius noctilionis är en tvåvingeart som beskrevs av Wenzel 1976. Xenotrichobius noctilionis ingår i släktet Xenotrichobius och familjen lusflugor. Inga underarter finns listade i Catalogue of Life.